# Eupithecia dormita
Eupithecia dormita är en fjärilsart som beskrevs av W. Warren 1906. Eupithecia dormita ingår i släktet Eupithecia och familjen mätare. Inga underarter finns listade i Catalogue of Life.